# Guillaume Vincent (pianiste)
Pour les articles homonymes, voir Guillaume Vincent et Vincent.
Guillaume Vincent, né le 9 octobre 1991 à Annecy, est un pianiste français.

## Biographie
Guillaume Vincent a commencé à jouer du piano à l'âge de sept ans. Il donne ses premiers concerts avec accompagnement orchestral à l'âge de 10 ans. Dans les années suivantes, il a joué le Concerto n° 21 de Mozart et le 3è Concerto pour piano en do mineur de Beethoven. A 13 ans, François-René Duchâble, qui le connaissait depuis sa naissance, lui permet d'étudier dans la classe de Jacques Rouvier et Prisca Benoit au Conservatoire de Paris. Il a également étudié le piano avec Jean-François Heisser et Marie-Josèphe Jude et l'harmonie avec Yves Henry et a suivi des cours de maître avec Duchâble. En 2011, il a obtenu son diplôme de troisième cycle en interprétation artistique,.
En 2008, Vincent a reçu le premier prix au Concours Clara Schumann pour jeunes pianistes de Leipzig. Un an plus tard, il reçoit le troisième Grand Prix du concours Long-Thibaud-Crespin à Paris et le prix de l'Orchestre National de France .
Vincent a joué entre autres au Suntory Hall de Tokyo, au Barbican Hall de Londres, au Théâtre des Champs-Elysées, à la Salle Pleyel et à la Salle Gaveau, tous deux à Paris, au Palais des Arts à Budapest et au Simón Bolívar Hall à Caracas. Il a joué avec des orchestres tels que l'Orchestre Symphonique de la Radio de Francfort, l'Orchestre Philharmonique de Budapest, l'Orchestre Philharmonique de Kanagawa, l'Orchestre National de Bordeaux, l'Orchestre National de Lille, l'Orchestre National de Toulouse et l'Orchestre Symphonique de la BBC,.
Vincent préfère jouer des compositeurs romantiques, dont Chopin, Liszt (Années de pèlerinage), le 2e Concerto pour piano de Saint-Saëns ou Rachmaninow, mais aussi des compositeurs d'époques postérieures comme Satie ou le concerto pour 2 pianos de Poulenc. Il se produit également avec des ensembles de musique de chambre.
Son premier enregistrement CD (double CD) en 2012 sont les Préludes de Rachmaninov avec Naïve (10 Préludes, op. 23, 13 Préludes, op. 32, Prélude en ut dièse mineur, op. 3 n ° 2).